# Alejo Vera
Alejo Vera y Estaca (Viñuelas, 14 de julio de 1834-Madrid, 4 de febrero de 1923) fue un pintor español, uno de los máximos representantes del naturalismo, el romanticismo y la pintura histórica.

## Biografía

### Infancia y juventud. Inicios artísticos
Alejo Vera nació en Viñuelas (provincia de Guadalajara) el 14 de julio de 1834, hijo de José Vera, natural de Madrid, y de Norverta Estaca, natural de Valdepiélagos. Sus primeros estudios los realizó en la escuela pública y, observando ya sus dotes para el dibujo, sus maestros le aconsejaron solicitar una beca a la Diputación Provincial de Guadalajara. Inició sus estudios artísticos en la Escuela de Bellas Artes de San Fernando de Madrid, gracias a la beca de la Diputación Provincial de Guadalajara, y continuó su formación en el taller de Federico de Madrazo.

### Viaje a Italia

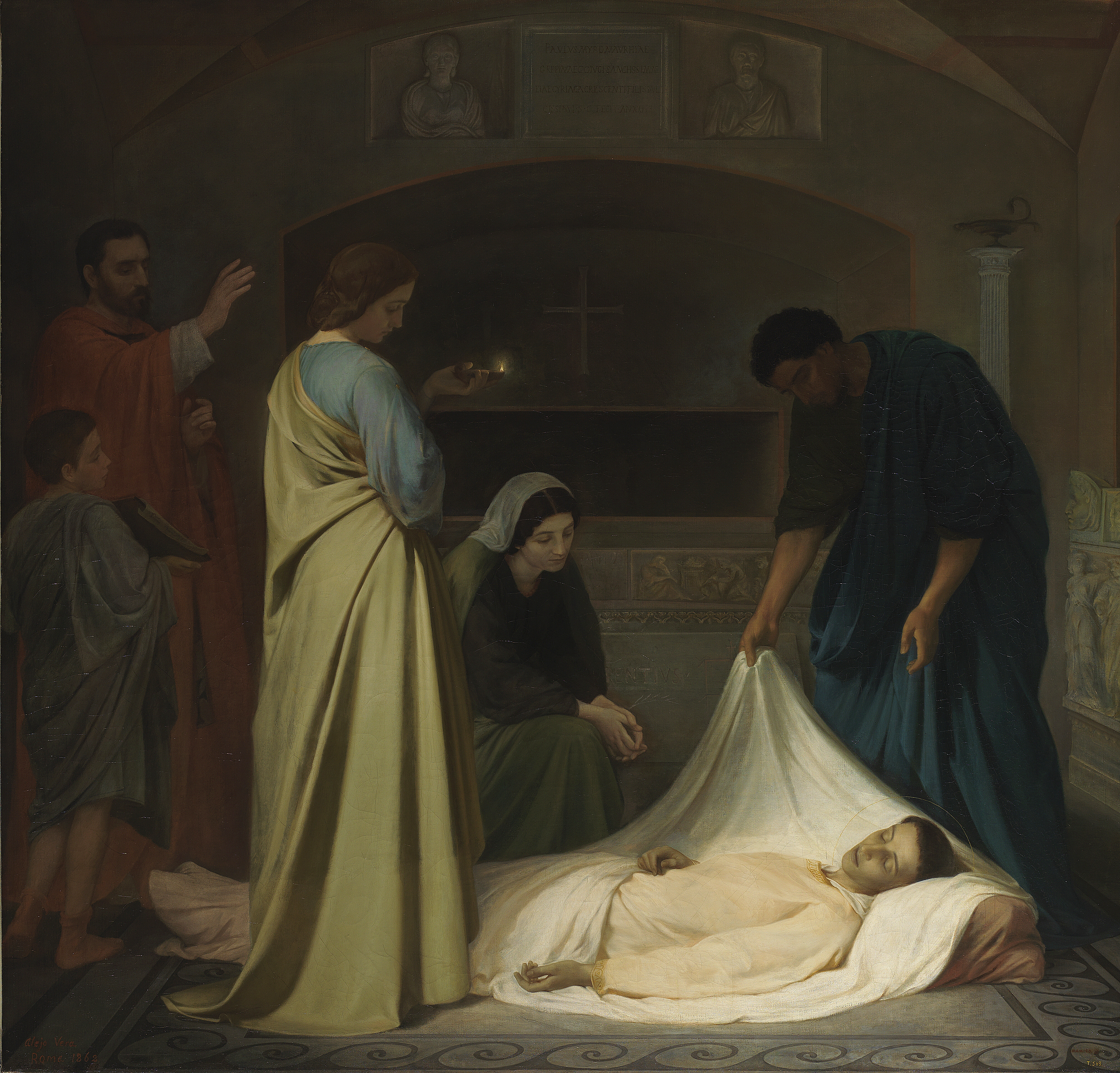
El Entierro de San Lorenzo, 1862.

Tras ello, se trasladó a Italia, y allí le sedujeron las ruinas de Pompeya, como es posible apreciar y denotar en posteriores obras. Pintó pues, allí, el Entierro de San Lorenzo en las Catacumbas de Roma, que envió a la Exposición Nacional de 1862 siendo premiado el lienzo con una medalla de primera clase. Repitió idéntico triunfo en 1866, cuando concurrió con el cuadro Santa Cecilia y San Valerio a la Nacional de Bellas Artes.

### Madurez y última etapa
Desde 1874 hasta 1878 fue profesor de la Escuela de Bellas Artes de San Fernando, años durante los cuales pintó con el tema Alegoría de la Abundancia el techo del salón comedor de la Cámara de Comercio e Industria de Madrid. Obtuvo, en 1878, una plaza de pensionado de mérito en la Academia de España en Roma, donde pintó su cuadro de tema histórico más memorable, Numancia, también conocido como El último día de Numancia, que logró una primera medalla en la Exposición Nacional de Bellas Artes de España de 1881.

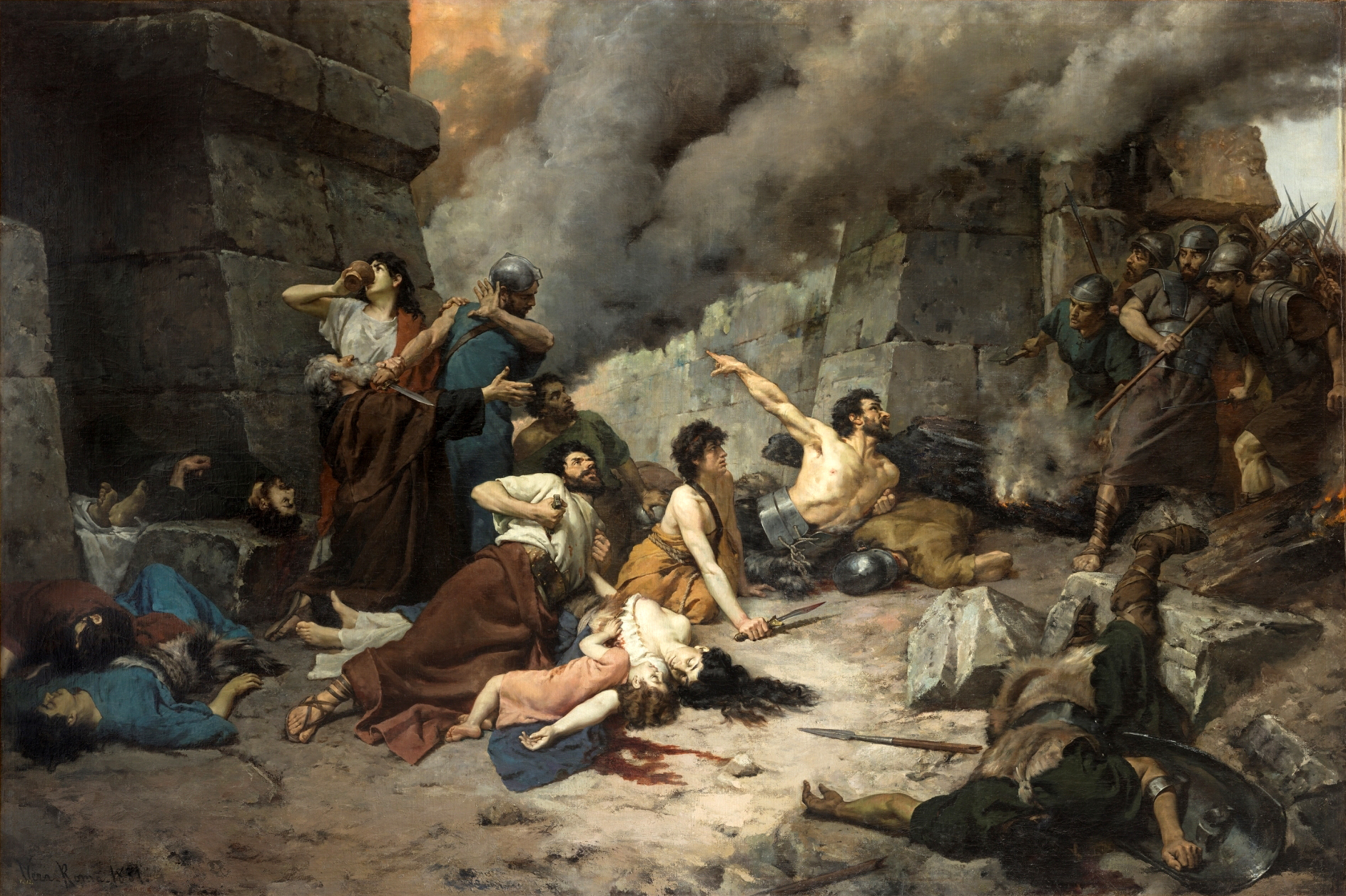
Numancia, 1881.

Integró inicialmente el equipo designado para realizar trabajos en el proyecto de decoración de la basílica de San Francisco el Grande de Madrid, como el resto de los pensionados en Roma, aunque posteriormente fue excluido del mismo. De aquel frustrado proyecto para el pintor forma parte el cuadro El milagro de las rosas, basado en un episodio de la vida de san Francisco. En 1891 fue nombrado director de la Academia de España en Roma, un puesto que mantuvo durante seis años, tras los que se retiró y retornó a España. Continuó enseñando y activamente participando en exhibiciones hasta 1919, cuando su salud ya no se lo permitió. El 4 de febrero de 1923 Alejo Vera Estaca falleció en su domicilio de Madrid, situado en la plaza de Tirso de Molina, 9 (entonces plaza del Progreso).

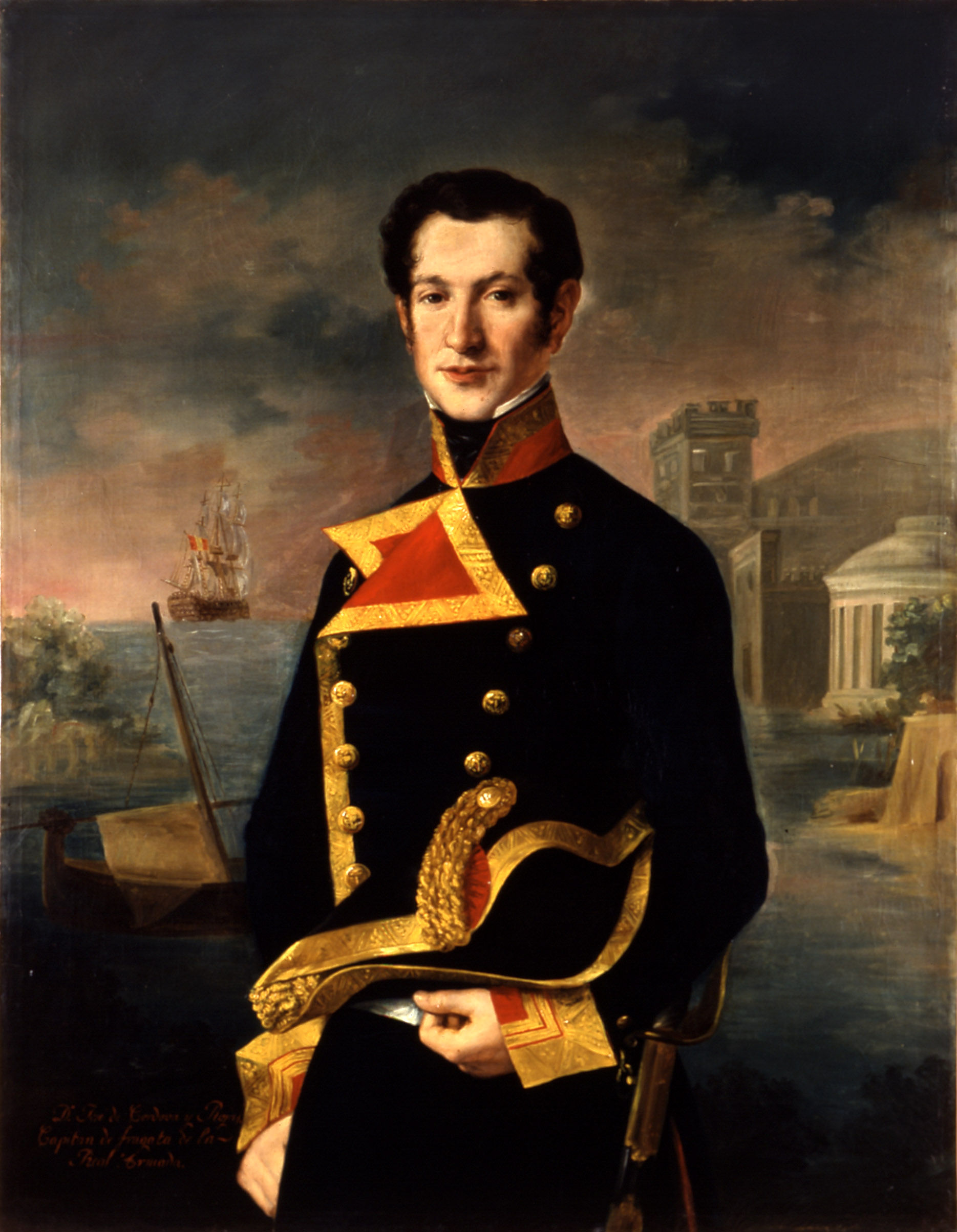
Retrato del marino español José de Córdova y Rojas (1774-1810)

## Obras
- Numancia o El último día de Numancia, óleo sobre lienzo, 335 x 500 cm, firmado, 1881  (Diputación Provincial de Soria).
- Tipo de sevillana, óleo sobre lienzo, 58 x 45 cm, 1885 (Real Academia de Farmacia, Madrid).
- Walia, rey godo, óleo sobre lienzo, 225 x 140 cm (Colegio de San Francisco, Cáceres).
- Una vestal, óleo sobre lienzo, 80 x 59 cm (Real Academia de Farmacia, Madrid).
- Retrato de una Dama, 1870.
- Hospital, 1859.
- Mujer en Interior, 1870.
- Mujer Leyendo, 1873.
- El milagro de las rosas (episodio de la vida de san Francisco), óleo sobre lienzo, 340 x 214 cm, 1889 (Museo de Bellas Artes de Badajoz).
- Entierro de san Lorenzo, óleo sobre lienzo, 233 x 224 cm, 1862.Medalla de Primera Clase.(Ayuntamiento de Huesca).
- Santa Cecilia y san Valeriano, óleo sobre lienzo, 300 x 260 cm.